# Ardmore (Oklahoma)
Ardmore város az USA Oklahoma államában, Carter megye megyeszékhelye. Lakosainak száma 24 725 fő (2020. április 1.).

## Népesség
A település népességének változása:

| 2010 | 24 283 |
| 2020 | 24 725 |